# Leandro Ribela
Leandro Ribela (São Paulo, 22 de março de 1980) é um esquiador brasileiro de esqui cross-country, que representou o Brasil nos Jogos Olímpicos de Inverno de 2010 e 2014, alcançando os resultados, respectivamente de 90.° e 80.° lugares.
No Campeonato Mundial de Esqui Nórdico da FIS de 2009, em Liberec, na República Tcheca, Ribela terminou em 117.° lugar no individual de velocidade, enquanto foi batido no evento de perseguição mista 30 km. Já em 2013, em Rohrhardsberg, na Alemanha, Leandro ficou na 61.ª colocação. 
Seu melhor resultado na carreira foi um 13.° lugar em uma corrida de 30 km em janeiro de 2010, na Macedônia.